# Saint Joseph (Tennessee)
Saint Joseph város az USA Tennessee államában, Lawrence megyében. Lakosainak száma 790 fő (2020. április 1.).

## Népesség
A település népességének változása:

| 2010 | 782 |
| 2020 | 790 |